# Skupi

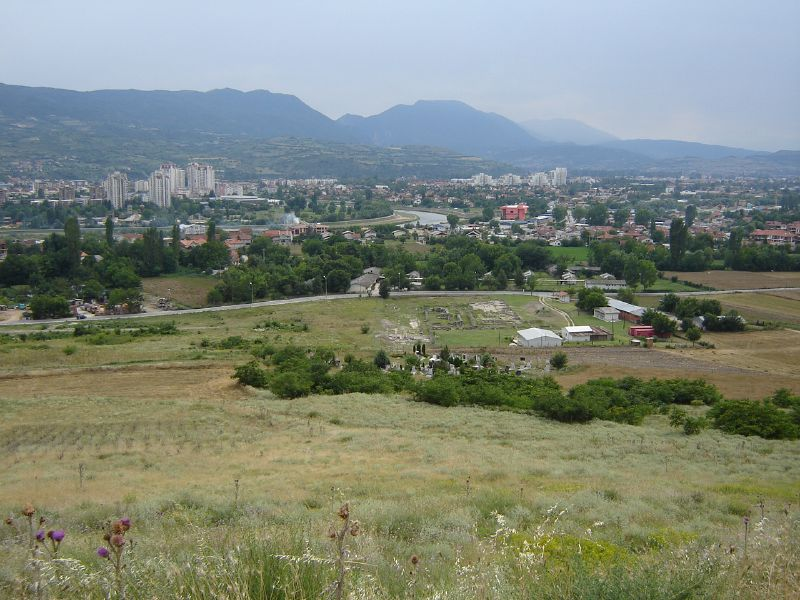
Panorama Skupi i Skopje

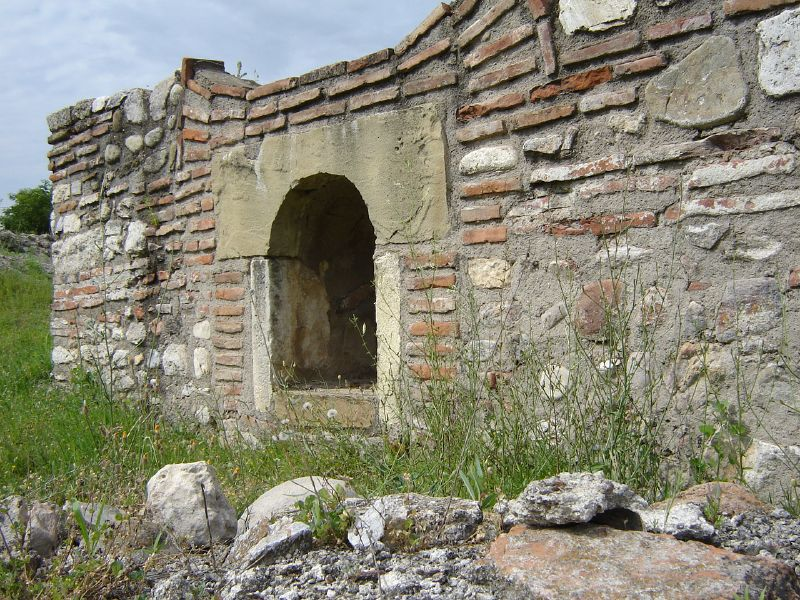
Mury Skupi

Skupi (maced. Скупи, łac. Colonia Flavia Scupinorum) – stanowisko archeologiczne z pozostałościami rzymskiego miasta, położone w północno-zachodniej części Skopje w Macedonii Północnej.

## Położenie
Stanowisko archeologiczne położone jest w północno-zachodniej części Skopje (Macedonia Północna) w pobliżu wzgórza Zajczew Rid, miejscowości Złokućani i rzeki Lepenac.

## Historia
Powstanie miasta Skupi związane jest z zajęciem terenów zamieszkanych przez Dardanów przez wojska rzymskie w II wieku p.n.e. Najprawdopodobniej, Skupi zostało założone jako obóz wojenny, który wraz z upływem czasu przekształcił się w miasto zamieszkane przez weteranów stacjonujących tam legionów rzymskich. Miasto – Colonia Flavia Scupinorum – miało status kolonii rzymskiej. Po reformach Dioklecjana (297) Skupi było wymieniane jako miasto w Dardanii w Dioecesis Daciae. W III wieku zostało zaznaczone na mapie regionu. Od IV wieku siedziba biskupstwa. Opuszczone po zniszczeniach spowodowanych trzęsieniem ziemi w roku 518, a jego mieszkańcy mieli osiedlić się w miejscu obecnego Skopje. Przenosiny te wiązane były często z założeniem legendarnego miasta cesarza bizantyjskiego Justyniana (527–565) – Justiniana Prima. Jednak obecnie uważa się, że Justiniana Prima leżała w Serbii koło Leskovaca.

## Prace archeologiczne
Badania archeologiczne tego obszaru rozpoczęto przed II wojną światową a zintensyfikowano w latach 60. XX wieku. Odkryto pozostałości z okresu rzymskiego m.in. teatru (jedyny teatr na terenie Mezji Górnej), bazyliki i dwóch nekropolii.